# Fahrendahl
Fahrendahl (niederdeutsch Fohrendaal) ist ein Ortsteil der Gemeinde Gnarrenburg im Landkreis Rotenburg (Wümme) in Niedersachsen.

## Geographische Lage

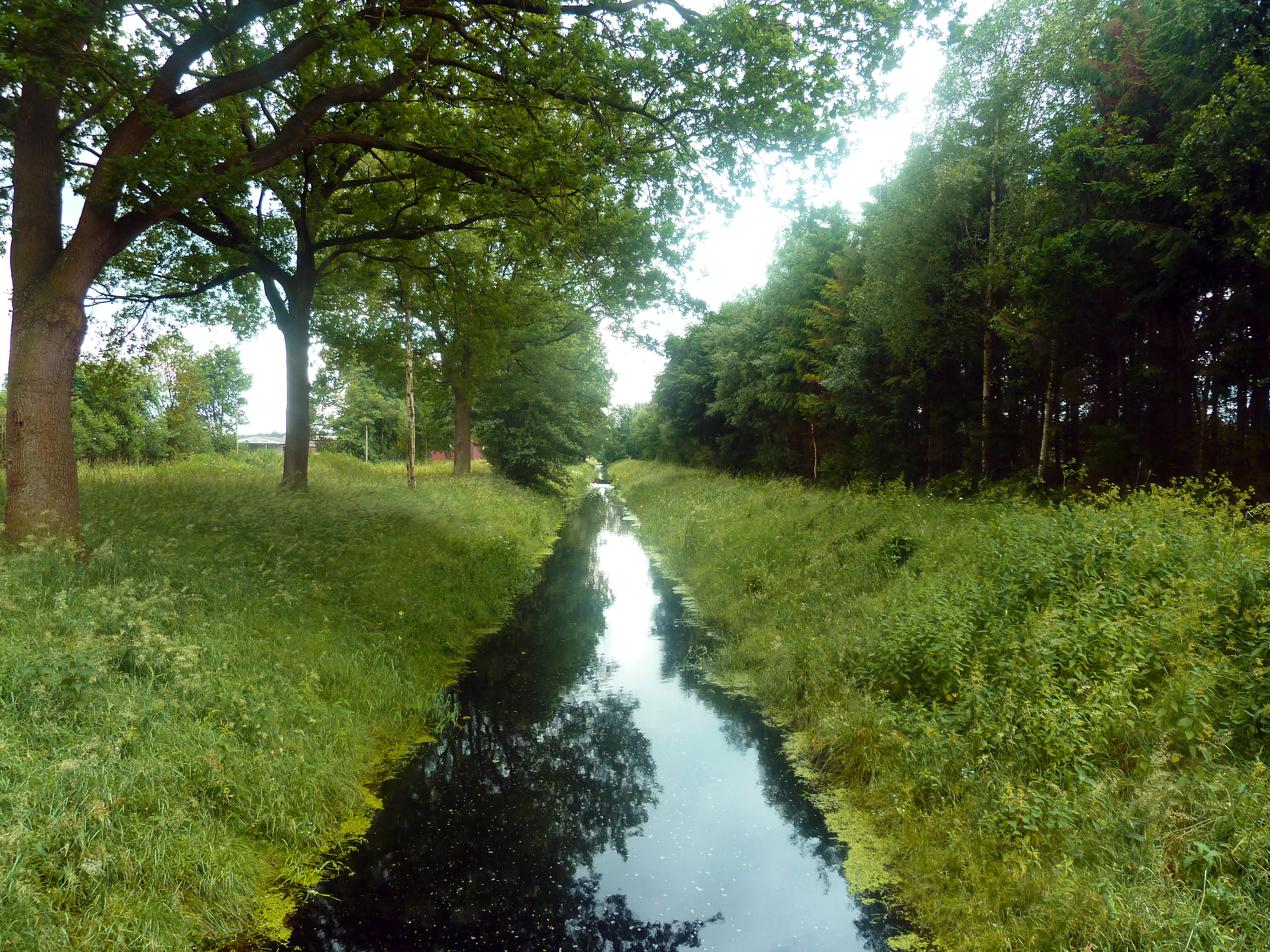
Der Oste-Hamme-Kanal flussaufwärts

Fahrendahl ist ein Straßendorf entlang der Kreisstraße 102 zwischen dem südlich gelegenen Oste-Hamme-Kanal, einem ehemaligen Torfschifffahrtskanal, und dem nördlich gelegenen Fahrendahl-Fahrendorfer Kanal. Beide Wasserläufe münden in die Oste.

## Geschichte

### Ortsgründung und Einwohnerzahlen
Fahrendahl wurde 1782 gegründet, aber im Jahr 1791 wird angegeben, dass die zehn Feuerstellen noch unbesetzt seien. Für das Jahr 1848 wurde angegeben, dass der Ort über 13 Wohngebäude mit 83 Einwohnern verfüge. Am 1. Dezember 1871 waren es bereits 130 Einwohner in 18 Häusern. Im Jahr 1910 waren es nur noch 102 Einwohner.

### Eingemeindungen
1929 wurde Fahrendahl nach Fahrendorf eingemeindet und am 8. April 1974 im Zuge der Gebietsreform nach Gnarrenburg eingegliedert.